# 신자루역
신자루역(중국어: 新闸路站)은 중국 상하이시 황푸구 난징둥루 가도 신자로의 황허로와 우전로 사이에 위치한 상하이 지하철 1호선의 지하철역으로 1993년 12월 완공되었다. 역은 2층 쌍기둥 구조로 길이 226m, 폭 21.2m, 높이 13m에 출구가 3개 있다. 역 설계는 퉁지대학 건축설계연구원에서 행하였다. 역은 주황색을 기본 색상으로 배치되었다.

## 연결 교통
19, 64, 136, 210, 316

## 역 구조

### 층별 구조
| 지면층   | 출구                            | 1-6출구                                    |
| 지하 1층 | 대합실                          | 고객 센터, 자동 매표기, 수동 서비스 카운터 |
| 지하 2층 | ←                               | ■1호선 푸진루 방면 (한중루)                |
| 지하 2층 | 섬식 승강장, 왼쪽 출입문이 열림 |                                            |
| 지하 2층 | →                               | ■1호선 신좡 방면 (런민광창)                |

## 출구
|                         |                                           |      |  |
| 출구 번호               | 출구 위치                                 | 사진 |  |
| 1번 출구                | 신자로(新闸路)남측, 신창로(新昌路)        |      |  |
| 5번 출구                | 신자로(新闸路)남측, 우전로(乌镇路) 동측   |      |  |
| 6번 출구                | 신자로(新闸路)남측, 원저우로(温州路) 서측 |      |  |
| 아이콘 설명: 엘리베이터 |                                           |      |  |